# Bullet
Bullet je švédská hard rocková kapela založena v roce 2002. Často se plete s americkou skupinou Bullet. Ve skupině účinkují tito hudebníci: Hell Hofer (zpěv), Hampus Klang (1.kytara), Erik Almstrom (2.kytara), Adam Hector (basytara), Gustav Hjortsjo (bicí). Bývalým členem je baskytarista Lenny Blade, kterého v roce 2006 nahradil Adam Hector.

## Členové
| Jméno člena      | Jméno člena     | Nástroj   | Aktivní léta      |
| ---------------- | --------------- | --------- | ----------------- |
| Hell Hofer       | Hell Hofer      | Zpěv      | 2002 – současnost |
| Hampus Klang     | Hampus Klang    | Kytara    | 2002 – současnost |
| Erik Almstrom    | Erik Almstrom   | 2.Kytara  | 2002 – současnost |
| Adam Hector      | Adam Hector     | Baskytara | 2006 – současnost |
| Gustav Hjortsjo  | Gustav Hjortsjo | Bicí      | 2002 – současnost |
| Dřívější členové |                 |           |                   |
| Lenny Blade      | Lenny Blade     | Baskytara | 2002 – 2006       |

### Diskografie
Za svojí existenci vydali zatím 6 alb:
- 2002 – Heavy metal highway 7
- 2003 – Speeding in the night
- 2006 – Heading for the top
- 2008 – Bite the bullet
- 2011 – Highway pirates
- 2012 – Full Pull